# Peter Gerety (acteur)
Pour les articles homonymes, voir Peter Gerety.
Peter Gerety est un acteur américain, né le 17 mai 1940 à Providence (Rhode Island).

## Biographie

### Jeunesse et formation
Peter Gerety a étudié à l'université de Boston.

### Carrière
Il commence sa carrière d'acteur en 1953.

## Filmographie

### Cinéma
- 1984 : The House of God de Donald Wrye
- 1985 : Papa Was a Preacher de Steve Feke : Billy Kilgore
- 1992 : Complex World de Jim Wolpaw : Biker
- 1994 : Wolf de Mike Nichols : George
- 1994 : Miracle sur la 34e rue de Les Mayfield : Flic
- 1996 : Mrs. Winterbourne de Richard Benjamin : Père Brian Kilraine
- 1996 : Surviving Picasso de James Ivory : Marcel
- 1997 : Arresting Gena de Hannah Weyer : Mr. Patterson
- 1998 : Montana de Jennifer Leitzes : Mike
- 1998 : Went to Coney Island on a Mission from God... Be Back by Five de Richard Schenkman : Maurice
- 2000 : La Légende de Bagger Vance de Robert Redford : Neskaloosa
- 2001 : Le Sortilège du scorpion de jade de Woody Allen : Ned
- 2001 : K-PAX - L'homme qui vient de loin d'Iain Softley : Sal
- 2002 : Influences de Daniel Algrant : Norris Volpe
- 2002 : Hollywood Ending de Woody Allen : Psychiatre
- 2002 : Ash Wednesday d'Edward Burns : Oncle Handy
- 2003 : Virgin de Deborah Kampmeier : Mr. Reynolds
- 2004 : Second Best d'Eric Weber : Marshall
- 2004 : Looking for Kitty d'Edward Burns : Gus Maplethorpe
- 2005 : Runaway de Tim McCann : Mo
- 2005 : La Guerre des mondes de Steven Spielberg : Hatch Boss
- 2005 : Syriana de Stephen Gaghan : Leland "Lee" Janus
- 2006 : Things That Hang from Trees d'Ido Mizrahy : Ump
- 2006 : Inside Man : L'Homme de l'intérieur de Spike Lee : Capitaine Coughlin
- 2007 : La Guerre selon Charlie Wilson de Mike Nichols : Larry Liddle
- 2008 : Phoebe in Wonderland de Daniel Barnz : Dr Miles  /  Humpty Dumpty
- 2008 : Stop-Loss de Kimberly Peirce : Carlson
- 2008 : Jeux de dupes de George Clooney : Pete Harkin
- 2008 : L'Échange de Clint Eastwood : Dr Earl W. Tarr
- 2008 : The Loss of a Teardrop Diamond de Jodie Markell (en) : Mr. Van Hooven
- 2009 : Paul Blart: Mall Cop de Steve Carr : Chef Brooks
- 2009 : My Dog Tulip (animation) de Paul Fierlinger et Sandra Fierlinger
- 2009 : Public Enemies de Michael Mann : Louis Piquett
- 2012 : Flight de Robert Zemeckis : Avington Carr
- 2012 : Kill the Gringo d'Adrian Grunberg : Embassy Guy
- 2014 : A Most Violent Year de J. C. Chandor : Brien O'Leary
- 2023 : L'Étrangleur de Boston (Boston Strangler) de Matt Ruskin : Eddie Corsetti

### Télévision

#### Séries télévisées
- 1993-1999 : Homicide (Homicide: Life on the Street) : Détective Stuart Gharty (saisons 4-7)
- 1996 : Public Morals : Lt. Neil Fogerty
- 2002-2008 : Sur écoute (The Wire) : Juge Daniel Phelan
- 2006 : The Bedford Diaries : Dean Harold Harper
- 2009-2010 : Mercy : Jim Flanagan
- 2011-2012 : Prime Suspect : Desmond Timoney
- 2015 : Public Morals : Sgt. Mike Muldoon
- 2015-2019 : Sneaky Pete : Otto Bernhard
- 2016-2017 : Mercy Hospital : Jim Flanagan

#### Téléfilms
- 1996 : On Seventh Avenue de Jeff Bleckner :
- 2001 : Private Lies de Sherry Hormann